# Municipio de Monroe (condado de Andrew)
El municipio de Monroe (en inglés: Monroe Township) es un municipio ubicado en el condado de Andrew en el estado estadounidense de Misuri. En el año 2010 tenía una población de 793 habitantes y una densidad poblacional de 8,95 personas por km².

## Geografía
El municipio de Monroe se encuentra ubicado en las coordenadas 39°50′48″N 94°40′31″O / 39.84667, -94.67528. Según la Oficina del Censo de los Estados Unidos, el municipio tiene una superficie total de 88.6 km², de la cual 87,21 km² corresponden a tierra firme y (1,56 %) 1,38 km² es agua.

## Demografía
Según el censo de 2010, había 793 personas residiendo en el municipio de Monroe. La densidad de población era de 8,95 hab./km². De los 793 habitantes, el municipio de Monroe estaba compuesto por el 98,23 % blancos, el 0,25 % eran afroamericanos, el 0,25 % eran asiáticos, el 0,5 % eran de otras razas y el 0,76 % eran de una mezcla de razas. Del total de la población el 0,63 % eran hispanos o latinos de cualquier raza.